# Pierre Laclède
Pierre Laclède o Pierre Laclède Liguest (Bedous, Béarn, Francia, 22 de noviembre de 1729 – muerto cerca de la desembocadura del río Arkansas, 20 de junio de 1778) fue un trampero francés quien, junto a su joven ayudante e hijastro Auguste Chouteau, fundó la ciudad de San Luis, Misuri, en 1764.
Laclède fue financiado en 1763 por un comerciante de Nueva Orleans llamado Gilbert Antoine Maxent para fundar un puesto comercial cerca de la confluencia de los ríos Misisipi y Misuri. Laclède y Chouteau partieron de Nueva Orleans en agosto, llegando a la confluencia en diciembre. La zona era demasiado pantanosa para construir una ciudad así que eligieron un lugar más propicio a unos 29 kilómetros río abajo.
Laclède volvió a San Luis en abril de 1764 con un plano de la ciudad proyectada allí donde Chouteau estaba supervisando el desbroce de la tierra. Los siguió al poco tiempo su compañera, Marie Thérèse Bourgeois de Chouteau (Madame Chouteau, cuya madre era española).
Laclède tuvo cuatro hijos con Madame Chouteau : Jean Pierre (1758), Marie Pelagie (1760), Marie Louise (1762), y Victoire (1764) Chouteau. Como el divorcio estaba prohibido por la ley católica y la francesa, sus hijos fueron bautizados como hijos del marido de Madame Chouteau, René Auguste Chouteau (padre). René Chouteau había vuelto a Francia después de haber abusado de Madame Chouteau y haberla abandonado. Laclède y sus descendientes fueron una gran influencia en la economía y política de la región de San Luis por muchos años. Auguste y Jean-Pierre Chouteau fueron socios en el comercio de pieles y su monopolio con los nativos de la tribu Osage río arriba duró varios años.
Laclède no tuvo mucho éxito en los negocios a pesar de haber prosperado en el comercio de pieles por una larga temporada. Murió cuando volvía a San Luis desde Nueva Orleans, donde había estado intentando enderezar su maltrecha situación financiera.
El área del centro de la ciudad de san Luis, en frente del río, se llama Laclede's Landing en su honor. También el condado de Laclede en Misuri, el Pierre Laclede Honors College de la Universidad de Misuri-St Louis y la escuela primaria Pierre Laclede en San Luis, llevan su nombre. Se le concedió una "estrella" en el Paseo de la fama de San Luis.